# カタカナ英語
カタカナ英語（カタカナえいご）は、日本人の話す「日本語訛りの英語の発音」のことである。

## 発音・アクセント
英語の発音をカタカナで書かれた表記をそのまま読んでいるため、カタカナ英語の発音になってしまう。
例
- アイ・キャント・スピーク・イングリッシュ・ベリー・ウェル（I can't speak English very well）

カタカナ表記に併せることによる発音の束縛が、母語のそれとかけ離れていることを懸念する声もある。一方で「アンビリーバボー」（Unbelievable, アンビリーバブル）のように、英語側に寄せようというものも登場してきている。なお、そもそも日本語は子音の後に母音を挿入して音節を形成するのが原則で、英語学習の際には、そのように安易に「修復」してしまう人が多いという指摘もある。なお、特に首都圏の若年層を中心とした、外来語アクセントの平板化傾向を指摘する研究調査もある。

## カタカナ英語の問題点
以下2つの問題点により、カタカナ英語は日本人同士にしか通じないため、「英語」とは違った「カタカナ英語」という「新しい言語」が独立し、流通しているということになる。

### 問題点1
まったく違う発音をする英単語が同じ表記になること。たとえば、「TH」の発音は日本語にはないため、日本語で表記することができない。しかし、無理やり日本語で表記せざるをえないので、「bath（お風呂）」なら [ θ ] に近い発音である [ s ] を使い、「バス [ basu ] 」と表記している。
例
- バス
  - bath [ bǽθ ] ＝ お風呂
  - bus [ bʌ́s ] ＝ バス

### 問題点2
英語とカタカナ英語は発音が異なっており、日本では英語の発音例に使用しているカタカナ読みの方が多く使われている。
例
- アップル（apple）
- カード（card）
- ガール（girl）
- ウォーター（water）